# كاي (ياماناشي)
مدينة كاي (بالإنجليزية: Kai)‏ هي أحد المدن التابعة لمحافظة ياماناشي. تأسست رسميًا في 01/09/2004. ويقدر عدد سكانها بـ 74077 نسمة حسب تقدير مكتب الإحصاء الياباني لعام 2012. تبلغ مساحة كاي 71.94 كم2. بكثافة سكانية تبلغ 1030 نسمة/كم2.